# Noailhac, Corrèze
Noailhac är en kommun i departementet Corrèze i regionen Nouvelle-Aquitaine i de centrala delarna av Frankrike. Kommunen ligger  i kantonen Meyssac som tillhör arrondissementet Brive-la-Gaillarde. År 2022 hade Noailhac 351 invånare.

## Befolkningsutveckling
Antalet invånare i kommunen Noailhac
Referens:INSEE